# Suzanne Tranchant
Pour les articles homonymes, voir Tranchant.
Suzanne Tranchant, née le 15 septembre 1861 à Paris et morte le 24 décembre 1942 à Chauvigny, est une photographe et sculptrice française.
Elle a notamment photographié, à partir de 1919, les champs de bataille de la Première Guerre mondiale, témoignant de l'horreur de la guerre.

## Biographie
Marie Suzanne Françoise Tranchant naît au 20, rue de Grenelle à Paris en 1861, fille de de Louis Charles Marie Tranchant, auditeur au Conseil d’État d'origine poitevine, et de Marie Henriette Alexandrine Doumerc, son épouse. Aînée de cinq enfants d’une famille bourgeoise, elle grandit entre Paris et Chauvigny, dans la propriété familiale de la Chantellerie. Indépendante et originale, elle s’intéresse très jeune à l’écriture et la sculpture, qu'elle apprend avec Rodo et Jules Franceschi, et expose ses œuvres au Salon des artistes de 1883 à 1893. 
Suzanne Tranchant pratique la photographie amateure dès l'âge de 19 ans. Elle immortalise le quotidien de la bourgeoisie, la vie parisienne, l'exposition universelle de 1889, le patrimoine chauvinois, puis réalise de nombreuses vues lors de ses voyages en Europe (Grande-Bretagne, Espagne, Italie, Grèce, ...), en Turquie, en Afrique.
À partir de 1919, Suzanne Tranchant se rend sur les champs de bataille de la Grande Guerre, conflit dans lequel sa sœur Élisabeth s'est illustrée comme infirmière . Photographiant les tranchées, les soldats, les villes en ruine, les édifices détruits et leur reconstruction, elle témoigne des ravages de la guerre.
Malade, Suzanne Tranchant meurt à Chauvigny en 1942. Elle est inhumée dans le cimetière de la Ville-Haute.

## Collections photographiques
- Photographies de Suzanne Tranchant, musée des Traditions populaires et d'Archéologie, Chauvigny ([reproductions en ligne sur la plateforme POP, issues de la base Joconde]

## Sculptures
- Portrait de M. C. Tranchant, ancien conseiller d’État, buste (plâtre), Salon de 1883 (no 4252)
- Portrait de Mme C. T... , buste (terre cuite), Salon de 1884 (no 3938)
- Portrait de Mlle Madeliene [sic, sans doute pour : Madeleine] C... , sculpture, Salon de 1885 (no 4278)
- Portrait de Mlle M. T... , buste (terre cuite), Salon de 1886 (no 4610)
- Portrait de Mlle Yvonne de la M... , buste (terre cuite), Salon de 1889 (no 4989)
- Portrait de Mme R. de M..., buste (terre cuite), Salon de 1890 (no 4559)
- Portrait de M. A. Tranchant, buste (plâtre), Salon de 1892 (no 3140)
- Portrait de M. le baron H. P..., lieutenant au 8e de ligne, buste (plâtre), Salon de 1893 (no 3140)
- Buste de l'abbé Auber, dépôt à la Société des antiquaires de l'Ouest[8]

## Expositions
- 25 avril-25 juin 1990 : Suzanne Tranchant : photographe et sculpteur (1861-1942), Poitiers, musée Sainte-Croix
- 2014 : Les Sœurs Tranchant, témoins de la Grande Guerre, Chauvigny

## Archives personnelles
- Correspondance de la famille Tranchant, musées de Chauvigny[9]